# France Cukjati
France Cukjati (* 15. února 1943) je slovinský teolog, lékař, politik a bývalý jezuita.

## Životopis
Cukjati se narodil v Šentgotardu ve středním Slovinsku. Jeho otec bojující jako partyzán padl ve druhé světové válce. Jeho matka byla učitelka a katolička, díky čemuž jim v roce 1948 znárodnili obchod.
Po dokončení stavební fakulty nastoupil na jednoletou vojenskou službu do Vojvodiny. V roce 1964 vstoupil do řádu jezuitů. Po dvouletém noviciátu pak v Záhřebu dokončil tříleté studium filosofie, a poté studoval ve Frankfurtu nad Mohanem náboženství. Poté se vrátil do Slovinska, kde byl kaplanem v Mariboru a po vysvěcení v Pobrežji a v Borovnici. V té době začal studovat medicínu, kterou v roce 1978 dokončil, a opustil jezuitský řád.
Věnoval se lékařské profesi, v roce 1991 se stal ředitelem polikliniky ve Vrhnice, o tři roky později získal koncesi na vlastní soukromou praxi. Aktivně se podílel na vzniku lékařské komory a tři roky byl jejím generálním tajemníkem.
Během Bajukovy vlády jmenoval tehdejší ministr zdravotnictví Andrej Bručan Cukjatiho státním tajemníkem pro základní zdravotní péči. V parlamentních volbách v roce 2000 kandidoval Cukjati na kandidátce Slovinské demokratické strany (SDS) a byl zvolen poslancem Státního shromáždění RS. O dva roky později se stal předsedou poslaneckého klubu SDS. Byl jedním z iniciátorů referenda ve věci zákona o léčbě neplodnosti a asistované reprodukci.
V roce 2004 opět kandidoval a byl zvolen za SDS do Státního shromáždění, 22. října 2004 byl dvoutřetinovou většinou zvolen předsedou Státního shromáždění.